# Камена пластика
Камена пластика означава скулпторска дела и декоративне елементе израђене од камена, најчешће у контексту архитектонског украшавања, али и као самостална уметничка остварења. Обухвата широк спектар техника обраде камена, од рељефа (ниског, високог, удубљеног) до пуне пластике, и представља један од најтрајнијих и најраспрострањенијих облика ликовног изражавања кроз историју уметности.

## Дефиниција и технике
Камена пластика подразумева обликовање камена клесањем, резањем, брушењем или другим техникама како би се створио жељени уметнички или декоративни облик. Основне технике укључују:
- Рељеф: Скулпторска техника где фигуре или орнаменти излазе из равне позадине са којом чине целину. Постоје различите врсте рељефа:
  - Барељеф (ниски рељеф): Фигуре су плитко издигнуте изнад позадине.
  - Високи рељеф: Фигуре су знатно издигнуте изнад позадине, понекад скоро потпуно одвојене од ње.
  - Удубљени рељеф (инталио): Цртеж је урезан у површину камена.
- Пуна пластика: Тродимензионална скулптура која се може посматрати са свих страна.
- Клесање: Основна техника обраде камена ударцима алата (длета, чекића).
- Гравирање: Урезивање линија и шара у површину камена.
- Полирање: Завршна обрада површине камена ради постизања глаткоће и сјаја.

Врсте камена које се најчешће користе у каменој пластици су мермер, кречњак, пешчар, гранит, базалт и други, у зависности од њихове тврдоће, структуре, боје и доступности.

## Историјски преглед

### Праисторијска и античка камена пластика
Најранији примери камене пластике јављају се још у праисторији (нпр. мегалитске структуре, фигурине). У античким цивилизацијама Месопотамије, Египта, Грчке и Рима, камена пластика доживљава процват. Грчки храмови били су богато украшени скулптурама на фризовима, метопама и тимпанонима (Партенон). Римљани су развили монументалну скулптуру (тријумфални лукови, стубови, портрети царева) и саргофаге са рељефним украсима.

### Ранохришћанска и византијска камена пластика
У ранохришћанској и византијској уметности, камена пластика се користила за украшавање цркава (капители стубова, олтарске преграде, амвони, саргофази). Фигурална скулптура је била мање заступљена у односу на рељефну декорацију са хришћанским симболима, геометријским и биљним мотивима.

### Романичкаиготичкакамена пластика у Европи
Током романичког (XI–XII век) и готичког периода (XII–XVI век) у западној Европи, камена пластика доживљава врхунац у украшавању катедрала. Портали, фасаде, капители, конзоле и гаргуји били су богато декорисани фигуралним сценама из Библије, живота светаца, као и алегоријским и фантастичним приказима.

### Камена пластика у средњовековној Србији
У српској средњовековној уметности, камена пластика је имала изузетно важну улогу, посебно у архитектонској декорацији манастира и цркава.
- Рашка школа (крај XII – крај XIII века): Карактерише је богата декоративна пластика на порталима, прозорима (бифоре, трифоре) и капителима, са утицајима романике. Преовлађују геометријски, биљни (палмете, лозице) и животињски мотиви (лавови, грифони), често са симболичким значењем. Најлепши примери налазе се на Студеници (западни портал Богородичине цркве), Бањској и Дечанима.[3]
- Моравска школа (крај XIV – средина XV века): Доноси врхунац у развоју декоративне камене пластике у Србији. Фасаде цркава су прекривене раскошним украсима у плитком рељефу. Доминирају мотиви преплета, розете, флорални орнаменти (стилизовани листови, цветови), зооморфни мотиви (птице, змајеви) и понекад антропоморфне фигуре. Посебно су богато украшени портали, прозори, архиволте, розете и тимпанони. Најзначајнији примери су Раваница, Лазарица, Каленић, Љубостиња и Наупара.[4]

### Ренесансна и барокна камена пластика
У ренесанси и бароку, камена пластика наставља да игра важну улогу у декорацији фасада, ентеријера, као и у изради фонтана, споменика и надгробних споменика. Развија се виртуозност у обради камена и реалистичнији приказ фигура.

### Камена пластика у новијем добу и савременој уметности
Камена пластика је и даље присутна у архитектури и скулптури, иако се појављују и нови материјали. У модерној и савременој уметности, уметници истражују различите могућности камена, од традиционалних техника до апстрактних форми и инсталација.

## Мотиви и иконографија
Мотиви који се јављају у каменој пластици су веома разноврсни:
- Геометријски орнаменти: Преплети, кругови, спирале, цик-цак линије.
- Биљни (флорални) мотиви: Стилизовани листови (нпр. акантус, винова лоза), цветови, плодови, дрво живота.
- Животињски (зооморфни) мотиви: Лавови, грифони, орлови, змајеви, птице, рибе, често са симболичким значењем (нпр. лав као симбол снаге и власти, грифон као чувар).
- Људске (антропоморфне) фигуре: Прикази светитеља, владара, донатора, библијских сцена, као и алегоријских или митолошких фигура.
- Хералдички мотиви: Грбови владарских породица и властеле.

Иконографија камене пластике, посебно у сакралној уметности, често је имала сложено теолошко и симболичко значење, преносећи поруке о вери, власти и поретку света.

## Значај и заштита
Камена пластика представља важан део културног наслеђа. Као трајни материјал, камен је омогућио очување уметничких дела кроз векове. Проучавање камене пластике пружа увид у стилске карактеристике различитих епоха, иконографију, симболику, као и у друштвене и културне прилике у којима је настала. Заштита и конзервација камене пластике је сложен процес који захтева стручно знање и континуирану бригу како би се ово наслеђе сачувало за будуће генерације.